# Сетевая модель
Сетевая модель — теоретическое описание принципов работы набора сетевых протоколов, взаимодействующих друг с другом. Модель обычно делится на уровни, так, чтобы протоколы вышестоящего уровня использовали бы протоколы нижестоящего уровня (точнее, данные протокола вышестоящего уровня передавались бы с помощью нижележащих протоколов — этот процесс называют инкапсуляцией, процесс извлечения данных вышестоящего уровня из данных нижестоящего — деинкапсуляцией). Модели бывают как практические (использующиеся в сетях, иногда запутанные и/или не полные, но решающие поставленные задачи), так и теоретические (показывающие принципы реализации сетевых моделей, приносящие в жертву наглядности производительность/возможности).
Наиболее известные сетевые модели:
- Модель OSI, она же Модель ВОС, Взаимосвязь открытых систем. Эталонная модель. — теоретическая модель, описанная в международных стандартах и ГОСТах.
- Модель DOD (Модель TCP/IP) — практически использующаяся модель, принятая для работы в Интернете.
- Модель SPX/IPX — модель стека SPX/IPX (семейство протоколов для ЛВС).
- Модель AppleTalk — модель для сетей AppleTalk (протоколы для работы сетей с оборудованием Apple).
- Модель Fibre Channel — модель для высокоскоростных сетей Fibre Channel.